# Colonie de vacances des Grèves
Pour les articles homonymes, voir Grève (homonymie) et Colonie de vacances (homonymie).
La colonie de vacances des Grèves, établie en 1912, est la plus ancienne colonie de vacances encore en opération au Québec et au Canada-français,,. Aujourd’hui, cette colonie est réputée comme la plus grande colonie de vacances francophone toujours en fonction en Amérique du Nord.
Ce camp de vacance familial et pour enfants est situé au Cap de la Victoire, sur la rive sud-est du fleuve Saint-Laurent, dans la Première Concession, dans la ville de Contrecoeur, dans la municipalité régionale de comté (MRC) de Marguerite-D'Youville, dans la région administrative de la Montérégie, dans la province de Québec, au Canada.

## Mission
La première mission de ce camp de vacances était de fournir aux enfants des milieux économiquement faibles et moins favorisés de Montréal les moyens de se récréer sainement au grand air et de vivre de bienfaisantes vacances. Le camp permet d’initier les enfants à différents sports, aux arts plastiques, au bricolage, etc, sous la surveillance de moniteurs et monitrices qualifiés. L’objectif était alors de fuir la maladie des villes où sévissait la tuberculose que la science médicale ne pouvait combattre efficacement.
En 1921, la devise de la Colonie était en latin : « Mens sana in corpore sano » (Un esprit sain dans un corps sain).
Aujourd’hui, la mission de la Colonie des Grèves de Contrecoeur est d’offrir à tous les enfants, sans égard à leur situation économique, un endroit de loisirs et de culture où ils peuvent pleinement se développer et s’épanouir. Ainsi, le camp offre une gamme de services liés au domaine de la récréation pour les familles et les jeunes, même en groupe. Le camp véhicule officiellement les valeurs fondamentales: le respect de soi, des autres et de son environnement, la coopération et l’empowerment.
La Colonie de vacances des Grèves est accréditée par l’Association des Camps du Québec.

## Activités et services offerts
La Colonie des Grèves offre :
- un programme spécial d’activités lors de la semaine de relâche scolaire (habituellement fin février ou début de mars) ;
- un programme de camp de jour estival pour les enfants de 5 à 12 ans, incluant l’animation et un service de garde ;
- un hébergement de groupe et familial ;
- des activités de plein air, car 30 000 personnes par année parcourent des sentiers du parc régional des Grèves pour la marche, la raquette ou le ski de fond ;
- des activités grand public ;
- la location de salles comme lieu de rencontres et de réunions, tels mariages, fêtes familiales, rencontres de travail, party du temps des Fêtes.

En hiver, le camp offre l’accessibilité au Parc régional des Grèves, pour y pratiquer des activités sportives telles le ski de randonnée, la raquette, la glissade, la marche, une mini ferme et une patinoire. Le camp offre aussi la glissade sur tube avec corridors de glisse.
La direction du camp a décrété en mars 2020 la suspension des activités du camp pour une période indéfinie, à la suite de l’imposition de mesures sanitaires par le gouvernement du Québec dans le cadre de la lutte contre la pandémie mondiale du Coronavirus Covid-19. Conséquemment, la programmation de l’été 2020 comprenait seulement les camps de jours, en complémentarité aux programmes municipaux, notamment un camp pour les 4 ans, un camp spécialisé en voile et, en alternance, un camp de sciences naturelles, de survie en forêt et de grandeur nature. En sus, les camps musicaux de la Chasse-galerie et les camps de fin d’été ont été de retour.

## Clientèles
En 1925, le nombre de petits colons s’élevait à 693, divisés en deux contingents : celui de juillet et celui d’août.
Pour l'été 1929, la colonie comptait 935 inscriptions et 72 000 repas servis. Elle maintient sept colonies de vacances aménagées de treize vastes constructions.
En 1936, le Camp des Grèves a accueilli 2000 garçons pour ses activités de plein air. Ce camp de vacance était alors appuyé financièrement par la Fédération des Œuvres de Charité Canadiennes-Françaises qui faisait à chaque printemps une campagne de financement.
Avant son départ pour la colonie, chaque « colon » se faisait peser à l’École Normale Jacques Cartier, et à son retour ; l’objectif était d’évaluer le gain de poids du colon lors de son séjour à la colonie, considéré alors comme un gage de santé physique. À l’époque, en partant de Longueuil, le train était le moyen de transport le plus pratique pour les colons (campeurs) et le personnel, en réclamant l’arrêt au Cap de la Victoire.
La Colonie de Vacances des Grèves était réservée aux garçons, au moins jusqu’en 1956. Depuis l’été 1967, la Colonie des Grèves accueille 900 enfants (garçons et filles) par jour au camp estival de jour. Ils sont transportés chaque jour par autobus. Ce camp de jour est alors réservé aux enfants des familles à revenus modestes, habitant dans les paroisses sises à proximité des ponts Jacques-Cartier, Victoria, Champlain et Tunnel H.-Lafontaine. Ce programme d’été est alors subventionné par la Fédération des œuvres de charité canadiennes-françaises.
Au cours de son histoire, cette colonie de vacances est surtout destinée aux enfants de milieux défavorisés de la région de Montréal. À partir de 1995-2000, la colonie s’ouvre aux résidents de la région de Sorel – Contrecoeur.
Depuis au moins 1995, la colonie organise une journée portes ouvertes à tous les printemps afin de faire connaître le personnel, le site, les équipements, le type d’hébergement et les aires d’activités du camp.

## Propriétaire
En 1915, la communauté des Sulpiciens adopte la Colonie. Une société a été incorporée par lettres patentes, sous la présidence de Monseigneur Georges Gauthier. En 1915, l’adresse postale de la colonie est : Cap de la Victoire, paroisse Saint-Roch du Richelieu. Le siège administratif est à l’École Normale Jacques Cartier, Parc Lafontaine, Montréal.
La « Colonie de vacances des Grèves » est un organisme à but non lucratif fondé le 13 avril 1933 sous la Loi sur les clubs de récréation; cette entité opéra jusqu’au 30 mai 2008.
En parallèle, le « Domaine des Pins » a été établi en 1979. Le « Domaine des Pins de Contrecoeur » a été immatriculé le 13 février 1995 jusqu’au 30 mai 2008, comme organisme à but non lucratif. Les deux entités se fusionnèrent sous une nouvelle entité désignée « Colonie de vacances des Grèves » laquelle a été immatriculée sous la partie 3 de la Loi sur les compagnies le 30 mai 2008 au registre des entreprises du Québec.
Ce nouvel organisme à but non lucratif possède l’immeuble où est sis le camp et l’exploite comme colonie de vacances. Selon le registre, la Colonie de vacances des Grèves offre des activités de loisirs & culture pour les jeunes, et des activités de loisirs & hôtellerie pour familles. Cet organisme est dirigé par un conseil d’administration.

## Commanditaires
Dès sa fondation, les activités, les infrastructures et les bâtisses de la colonie des Grèves ont pu être financées grâce à:
- diverses activités de financement, surtout à Montréal, tels des quêtes dans les églises, des pièces de théâtre, concerts…;
- des excursions (par train et/ou bateau) surtout en partance de Montréal et à destination de la colonie;
- des subventions de la Commission scolaire de Montréal, et de grands organismes de charité.

En 1926, les colons ne payaient généralement pas de pension et bénéficiaient des secours accordés par différentes institutions, telle la Société de Saint-Vincent-de-Paul, la Cité de Montréal, la Commission des écoles catholiques de Montréal, l'Institut Bruchési et différentes organisations particulières.
Dans les années 1930, les principaux organismes subventionnant la colonie des Grèves étaient la Fédération des Œuvres sociales de santé et la Fédération des Œuvres de charité canadiennes-françaises. Cette dernière a été fusionnée en 1966 avec d’autres organismes pour former Centraide Montréal qui a continué de subventionner la colonie.
Le Cercle social Ville-Marie a été fondé en 1935 à Montréal avec pour mission de financer la Colonie de vacances "Les Grèves". De 1936 à 1942, le soutien financier de ce cercle social a permis l'érection du pavillon-Souvenir (renommé Pavillon Père-Savignac), des dortoirs Saint-Jean, SS.-Anges, Sainte-Jeanne d'Arc, Saint-Joseph et Saint-Jean Baptiste, d'une cuisine d'été pour le gardien et d'une "Solitude" pour les séminaristes-surveillants. En 1943, ce financement a permis la construction d'un "lavoir", à l'amélioration de la cuisine Kiwanis et à l'ornementation de la chapelle.
Depuis les années 1990, les colonies de vacances du Québec sont subventionnées par le gouvernement du Québec, via le ministère de l’Éducation, loisirs et sports pour les volets fonctionnement et immobilisation. En 1995, le camp était aussi subventionné par Centraide et le ministère des Affaires municipales.

## Bâtisses et infrastructures
En 1926, les installations de la colonie des Grèves comportent une chapelle, un séminaire où logent les ecclésiastiques, un réfectoire pour les surveillants et un pour les colons, ainsi que cinq dortoirs où les enfants dorment dans des lits doubles (genre lit de bateau).
En 1978, la colonie pouvait héberger dans le camp jusqu’à 626 personnes en même temps dont 126 membres du personnel, moniteurs, cuisiniers, préposés à l’entretien et à l’administration.
En 2020, la Colonie de vacances des Grèves peut héberger jusqu’à 170 personnes en sept chalets, en deux auberges ou au dortoir Robert-Moore de 40 places situé dans le pavillon principal. L’auberge Édouard-Gouin peut accueillir jusqu’à 23 personnes et comporte 14 chambres. L’auberge Édouard-Gagnon peut accueillir jusqu’à 44 personnes et comporte sept chambres pour six personnes. Elle peut accueillir des groupes allant jusqu’à 200 personnes. Cette colonie offre cinq salles de réunion en location, avec ou sans service de repas.
En 1975, la colonie couvrait environ 2,6 km2.

## Parc régional des Grèves
La Colonie de vacances des Grèves est connexe au Parc régional des Grèves, lequel est situé au sud-ouest du village de Contrecoeur et au nord-ouest de l’autoroute 30. Ce parc comporte une forêt d’exception comportant marais, tourbières et pinèdes centenaires aux abords du fleuve Saint-Laurent. Les visiteurs peuvent faire l’observation de la flore et de la faune. Les sentiers balisés s’étirent sur 14 km pour des randonnées pédestres, dont la passerelle sur pilotis de 1,4 km. En hiver, ce parc offre les pistes 10 km pour la raquette et 9 km de ski de randonnée.
Ce parc comporte deux entrées: l’accueil Sorel-Tracy (chalet Jean-Paul Dubois) et l’accueil Contrecoeur (Colonie des Grèves). Ce parc en forme de L comporte deux parties :
- partie nord (entre le fleuve et la voie ferrée) : les installations du camp, la patinoire et l’observatoire La Savoyane avec vue sur le fleuve sont situés au nord de la route 132; tandis que la mini ferme, la glissade et des pistes d’hébertisme sont situées entre la route 132 et la voie ferrée;
- partie située au sud de la voie ferrée; comprenant le parc de résidus miniers, des pistes d’hébertisme, des sentiers de ski de fond et de raquette, ainsi que des sentiers de marche.

Ce parc régional comporte une zone de conservation (partie ouest) du site et le garde-manger des oiseaux (zone végétalisée) du côté sud de la voie ferrée. Il s’avère un centre d’interprétation de la nature, notamment des stations d’interprétation et le pavillon d’accueil. Ce parc offre des activités toute l’année notamment canotage, plan d’eau sans plage, piscine extérieure, équitation, terrain de jeux avec équipement, glissade, patin, raquette et ski de randonnée.
La gestion d’activités récréotouristiques sportives et de plein air du parc est assumée par la Coopérative de solidarité du parc régional des Grèves qui a été immatriculée le 8 septembre 2006 au registre des entreprises du Québec, selon la Loi sur les coopératives.

## Bataille de Champlain au Cap de la Victoire en 1610
Le 19 juin 1610, les Montagnais, les Algonquins et des soldats français dirigés par Samuel de Champlain enclenchèrent une bataille au Cap de la Victoire (désigné Cap Massacre par certains auteurs), contre une centaine d’Iroquois qui y avaient érigé un fort stratégique. Les Iroquois avaient aménagé une barricade circulaire faite de troncs d’arbres joints par de solides pieux fixés en terre. Lors de l’assaut de la barricade par les Français, Champlain fut blessé grièvement au cou par une flèche. De nombreux Iroquois sont tombés au combat ou se sont noyés dans le sauve-qui-peut général.
Le site de cette bataille s’avère à la limite est de la paroisse de Contrecoeur, à environ 8,0 km au sud-ouest de Sorel, soit aux confins de la Seigneurie de Saint-Ours. Ce site fait partie des terrains de la Colonie de vacances des Grèves, soit en avant du dortoir Jeanne-d’Arc. Ce cap a été défait sur une vingtaine d’années à la fin du XIXe siècle et au début du XXe par l’exploitation d’une sablière dont le sable était transporté sur le fleuve par chaland. Un sentier autochtone d’environ 3,5 km reliait le Cap de la Victoire et la rivière Richelieu dont environ 0,6 km à travers une savane.

## Histoire de la colonie de vacances
En 1911, la Colonie de vacances au Nominingue est fondée par les Frères de Saint-Vincent de Paul de la paroisse Saint-Georges, suivant l’initiative prise quelques années plus tôt par leurs confrères du Patronage à Québec. Cette initiative inspira l’abbé Desrosiers, prêtre séculier originaire de Lanoraie, à établir un projet similaire à Contrecoeur.

### Époque pour les garçons: 1912-1967
En 1912, l’abbé Adélard Desrosiers (1873-1953) se porte acquéreur le 4 juillet d’une bande de terrain de 20 arpents sur un domaine sablonneux et relativement stérile, pour 1 500 $, soit l’équivalent de trois années de salaire d’un travailleur,. Ce lot qui appartenait à ses tantes, est situé au Cap de la Victoire sur les bords du fleuve Saint-Laurent, au sud-ouest du village de Contrecoeur, soit en direction de Saint-Laurent-sur-le-Fleuve. Par le biais de sa famille, Desrosiers connait bien ce secteur. Desrosiers fonda ainsi la colonie de vacances Les Grèves avec son frère Arthur alors séminariste et un ami M. A. Ladouceur.
Ce concept de colonie de vacances pour garçon s’inspirait des colonies de vacances européenne où les enfants étaient amenés à la mer (à la grève). Il s’inspire aussi des Summer camps de la Nouvelle-Angleterre, ainsi que des activités estivales (Summer camps, Week ends et les pique-niques) organisées par l’Association des Jeunes Gens Chrétiens Y.M.C.A., et les « Summer outings » organisés par les « Sociétés de grand air ».
Le docteur Landouzy, doyen de la Faculté de Médecine de Paris, spécialiste de la tuberculose, affirmait que “la puériculture au moyen des colonies scolaires est comme la première ligne de défense contre la tuberculose, la deuxième comprenant le sanatorium et la troisième les hôpitaux. Il est incontestable que la plus forte et la plus importante est actuellement la première”.
Sur ce site de Cap de la Victoire, en juillet 1912, l’abbé Desrosiers accueillera six garçons orphelins de Montréal sous la tente. Et il fit construire immédiatement une maison en planches grâce à des dons de matériaux des gens des alentours. La Colonie de vacances Les Grèves est inaugurée le 18 août 1912. En 1913, 90 pensionnaires se succédèrent au camp de l’abbé Desrosiers. Il s’ajouta une nouvelle construction à chaque année suivante.
En 1912, l’abbé Adélard Desrosiers exerçait comme vice-principal de l’école normale Jacques-Cartier (section filles). Cette institution possédée par la Congrégation de Notre-Dame de Montréal était située au 2330 rue Sherbrooke Ouest et elle a été en opération de 1913 à juin 1969.
Dès 1913, la Commission des écoles catholiques de Montréal verse 700 $ à cette œuvre avec l’engagement de l'abbé d’accueillir à ce camp 75 garçons; ces derniers seront choisis par les principaux des écoles parmi les élèves défavorisés les plus méritants et de leur assurer pour 27 jours gîte, pension, surveillance et jeux. Le commissaire Eugène Lafontaine avait recommandé à la Commission scolaire de patronner cette colonie de vacance.
En 1914, le nouveau directeur de la colonie, l’abbé Édouard Gouin fit construire un grand dortoir et y installa des jeux.
Construction de la première chapelle en 1915
Au début de ce camp de vacances, les garçons sont appelés par la cloche et le sifflet. Après le lever à 7h am, les enfants font d’abord leur toilette dans le fleuve, vont à la messe quotidienne, se baignent obligatoirement en avant-midi et en après-midi, et font un examen de conscience le soir avant de dormir. Les activités du camp incluent notamment des jeux de balle, des excursions et des histoires racontées par les moniteurs. Chaque campeur s’implique dans toutes les corvées requises pour la bonne marche du camp, notamment l’épluchage des patates, le nettoyage du terrain, l’entretien des sentiers, le ramassage du bois et le montage de feux de camp (dits « buchers »). Les campeurs aidaient aussi au transport des marchandises, notamment les vivres. Sans électricité, le camp devait s’approvisionner quotidiennement au village ou chez les habitants à proximité.
L’alimentation est alors composée de lait, de soupane (bouillie à base d’avoine), de soupe aux pois, de céréales, de pomme de terre, de baloney (dérivé de bologne), de saucisse, de « bœuf à spring », de fève au lard, de fricassée, de gibelottes…
À l’été 1915, l’équipe de la colonie qui opère sur six semaines, comprend 18 personnes : directeur, économe, maîtres et surveillants, cuisinier, aide-cuisinier, chef de travaux; seul le cuisinier était alors rémunéré. La colonie accueillait alors 142 enfants, chacun pendant trois semaines.
En 1915, il y eut notamment la construction de la chapelle des Grèves, d’une cuisine et l’achat d’une tente-réfectoire et de chaloupes. Au cours des premières années, il y eut la plantation de la pinède le long de fleuve ; et plus tard des chênes y ont été plantés.
Les Sulpiciens ont assuré la direction de la colonie de 1912 à 1968 où la colonie est devenue laïque. Subséquemment, Pierre Bougie, sulpicien, a continué d’être actif à la colonie.
En 1921, la colonie comptait alors quatre dortoirs, une modeste chapelle, un réfectoire et une maison centrale. Elle pouvait accueillir 225 enfants à la fois. Au terme de la saison 1921, plus de 2 753 enfants ont été hébergés depuis la fondation dont 593 à l’été 1921. En 1921 seulement plus de 30 000 repas ont été servis.
10e anniversaire en 1922
Les célébrations du 10e anniversaire de cette colonie se sont déroulés les 12 et 13 août 1922 sur le site même de la colonie des Grèves. Cette fête comportait notamment un pageant de 250 enfants illustrant le combat héroïque de Dollard des Ormeaux et un second pageant illustrant la bataille de Champlain contre les Iroquois au Cap de la Victoire, soit sur le site de la Colonie des Grèves.
Fondation de la Colonie Sainte-Jeanne d’Arc pour filles
En parallèle, en 1926, l’abbé Desrosiers acquiert un terrain à proximité du premier camp pour répondre aux besoins des filles. Cette colonie jumelle créée en 1926 est désignée Colonie Ste-Jeanne d’Arc.
En 1927, M. Lionel Lanthier agissait comme président de l’Association des anciens Colons des Grèves.
En 1931, il y eut la construction de la 2e chapelle grâce à des campagnes de souscription à Montréal; un incendie l'a détruite à l'été 1982.
Le 15 août 1940, Édouard Gagnon (1918-2007), sulpicien P.S.S., est ordonné prêtre dans la petite chapelle de la colonie de vacances Les Grèves dont il est alors le directeur.
Noyades en 1933
Le 9 septembre 1933, quatre membres du Cercle paroissial de Saint-Zotique, situé dans le quartier Saint-Henri de Montréal, se sont noyés. L’accident est survenu au milieu du fleuve en face de Lanoraie et de la Colonie des Grèves de Contrecoeur.
Après le souper communautaire à la colonie des Grèves, sept jeunes adultes et campeurs, sont partis dans une chaloupe faire une promenade sur le fleuve. Ils traversèrent d’abord le fleuve pour aller au petit cirque à Lanoraie. Au retour, immédiatement après avoir franchi le chenal, le groupe a dû subir les vagues provoquées par le passage du navire Gaspésia de la compagnie Clarke et du vent. Une vague fait chavirer la chaloupe. Un sauveteur sur le rivage sauva trois rescapés avec son canot.
En 1933, le Club Kiwanis de Montréal fit un don de 5,000 $ à la colonie pour la construction d’un pavillon comprenant un dortoir, un réfectoire et la cuisine. Ce pavillon à deux ailes a été inauguré à la mi-août 1933.
25e anniversaire en 1937
Dans le cadre du 25e anniversaire de la colonie, célébré le 25 juillet 1937, un monument a été inauguré, don de l’Association des Anciens de la colonie. En partance de Montréal, les participants (surtout les anciens colons et les surveillants) pouvaient se rendre à la fête par le train du C.N.R. à partir de la gare Bonaventure ou par le vapeur Beloeil (partant du quai Victoria). En 1937, dans la bâtisse du théâtre, les pères présentaient aux enfants des pièces humouristiques.

### Époque de la mixité: à partir de 1967
Depuis 1967, la colonie des Grèves accueille garçons et filles, autant chez les moniteurs que les campeurs, autant pour les camps de jour que pour les séjours.
En 1970, le camp offrait un vaste programme d’activités: grands jeux, sports, hébertisme, promenade en chaloupes, camping, artisanat, sciences naturelles, danse de folklore, etc. La piscine, presqu'olympique, a été construite au cours de cette période.
Incendie de l'atelier d'art, du théâtre et de la chapelle
Le 17 juillet 1974, un incendie a détruit le bâtiment où logeait l’atelier d’art. Le 18 juillet 1974, un autre incendie détruisit un immeuble qui abritait autrefois un théâtre de la Colonie; ils servaient alors d’entrepôt depuis deux ans, pour y remiser notamment des chaises et des tables de parterre. Inauguré en 1934, ce théâtre pouvait recevoir jusqu'à 700 enfants, assis sur des bancs mobiles. Ils pouvaient aussi grimper dans les murs en colombages. On y projetait des films plusieurs fois par semaine et surtout les jours de pluie. Son projecteur 16 mm sonore avait été donné par l’Association des Anciens. Le théâtre n'était pas ouvert au public en général et servait pour les activités de la colonie. On y jouait des pièces de théâtre souvent avec décors élaborés. Le théâtre a été en activité surtout dans les années 1930, 40 et 50.
En 1982, il y eut l'incendie de la deuxième chapelle.
Fête annuelle des flocons
Depuis 2007, la Colonie organise annuellement la première Fête des Flocons qui se déroule généralement la troisième semaine de janvier. Le programme de cette fête comporte notamment une balade nocturne où petits et grands sont transportés dans un monde fantastique de contes et de légendes. Le parcours d'un kilomètre comporte un éclairage animé et un décor enchanteur. Des repas au barbecue sont offerts avec breuvages chauds. Différentes autres activités d'hiver sont alors offertes: traîneaux à chiens, raquette, patinoire, ski de fond, carrousel de poneys...
En 2009, un terrain de 65 hectares est cédé par la Colonie de vacances des Grèves à la ville de Contrecoeur et à Nature-Action Québec. Cette acquisition conjointe permettra une mise en valeur du Parc régional des Grèves et une meilleure protection de la nature.
100e anniversaire en 2012
Du 17 août au 3 septembre 2012, la colonie célébrait son 100e anniversaire notamment avec une messe commémorative et un banquet du 17 août, comme la colonie savait en servir autrefois lors des anniversaires importants. Dans les festivals des années 1950, la colonie pouvait accueillir plus de mille visiteurs (parents des colons et des moniteurs), pendant ces célébrations qui se déroulaient trois fois par été, le deuxième dimanche de chacune des trois colonies. À l’époque, les Grèves étaient vraiment encore la colonie de vacances des paroisses du sud de Montréal, on cochait en même temps 700 enfants et 125 moniteurs et employés. Depuis les années 1970, ce sont les gens de la région environnante qui la fréquentent et en bien moins grand nombre qu’autrefois. Lors de ce centenaire, un volume historique sur la colonie a été publié, intitulé  "Les Grèves 100 ans de plaisir et de loisir 1912-2012". Les co-auteurs sont: Suzanne Parmentier, Andrée Adam, Robert Binette, Guillaume Ducharme Désilets.
Dans le cadre du lancement des festivités du 350e anniversaire de Contrecoeur, plus de 1350 visiteurs ont été enregistrés aux activités du 19 janvier 2018 organisées par la Colonie des Grèves sur son site. Une balade nocturne d’un kilomètre comportait plusieurs stations d’animation et un éclairage féérique, dans un monde fantastique de contes et de légendes.
Soirées montreuses de l'Halloween
Par ailleurs, annuellement, la colonie organise les soirées montreuses lors de l'Halloween. Les enfants costumés entrent dans des salles décorées ou animées par des vampires, sorcières et autres personnages monstrueux.

## Direction de la colonie et travailleurs
Les directeurs généraux (parfois désignés "directeur du camp") de la Colonie ont été:
- 1912 et 1913 - l’abbé Adélard Desrosiers (1873-1953) de Lanoraie. Il s’était inspiré des colonies de vacances de l’époque en France, où l’objectif était de sortir les enfants de leur cadre urbain pour les amener vers la mer[11].
- 1914 à 1916 - Édouard Gouin, p.s.s., prêtre sulpicien.
- 1917 à 1943 (soit 25 ans) - M. Ernest Savignac (1887-1955), p.s.s., prêtre de Saint-Sulpice. En 1916, il agissait comme assistant-directeur. En 1933, il était aumônier de la « Colonie des Grès » alors qu’il y eut quatre noyades sur le fleuve en face de la Colonie[40]. Savignac a vraiment donné la grandeur à cette colonie. Il a fondé le collège André Grasset en 1927 à Montréal.
- 1943 à 1946 - Jean-Paul Laurence, p.s.s., prêtre sulpicien. Il s’était impliqué dans la colonie depuis au moins 1937[41].
- 1947 à 1952, Édouard Gagnon (1918-2007), p.s.s., prêtre sulpicien a été directeur de la Colonie de vacances où il avait été ordonné prêtre dans la petite chapelle le 15 août 1940.
- 1953 à 1965 - Robert Moore p.s.s., prêtre sulpicien.
- 1966 - Hervé Hamel p.s.s., prêtre sulpicien.
- 1967 - M. Leroux.
- 1968 à 1971 - Lionel Ferras, p.s.s., prêtre sulpicien. En 1970, le camp compte alors 200 travailleurs dont 140 moniteurs(trices), 10 instructeurs de natation, deux infirmières licenciées, des spécialistes en loisirs organisés, un cuisinier et ses aides. Le camp sert alors 2,500 repas par jour[3].
- 1972 à 1974 - Pierre Champoux.
- 1975 à 1977 - Yvon Théroux.
- 1978 à 1989 - Gilles Malenfant.
- 1990 - M. Gagnon sous l’autorité de Roger Boyer.
- 1993 à 1996 - Direction conjointe: Camille Baril, Roger Boyer et Madeleine Moor.
- 1997 - Jean-Jacques Saint-Cyr.
- 1998 à 2007 - Madeleine Moore, la sœur de Robert Moore.
- 2007 et 2008 - Gestion Alter Ego de Sorel.
- 2008 à 2010 - Luc Pépin.
- 2010 à 2019 - Nancy Annie Léveillé.
- 2019 - Luc Malo, directeur par intérim[34].

Note: La colonie a été dirigée par des prêtres sulpiciens jusqu'en 1971.
Travailleurs de la maintenance
En 1931, Arthur Baril (marié à Léonie Guillemette) devient responsable de la maintenance de la colonie des Grèves jusqu'en 1971. Ce dernier construisit notamment les quais avec son fils Camille Baril lequel, ce qui permettait une meilleure utilisation des embarcations (chaloupes, pédalos, voiliers). Un muret de ciment protégeait la rive des vagues du fleuve et des glaces. Arthur Baril avait aussi construit lui-même la maison aux Grèves, que sa famille habitait et qui servait à la colonie. Camille Baril succéda à son père dans ce rôle de responsable de la maintenance qu'il exerça de 1971 à 1996. Son propre fils, Pierre Baril, succéda à son tour à son père dans ce même rôle; et ce dernier continue de travailler pour la colonie. En somme, trois générations de baril se sont succédé à ce rôle.
En 1941, Napoléon Veillette (1895-1979) (2e mariage à Blandine Cossette), beau-frère d’Arthur Baril, venant de Saint-Stanislas, vient s’établir avec sa famille à Saint-Laurent-du-Fleuve (Contrecoeur) pour travailler comme homme à tout faire à cette colonie de vacances. Il construisit notamment des dortoirs pour la colonie qui accueillait des garçons en saison estivale. Ce dernier fit ce métier au service de la colonie pendant toute sa carrière.

## Association des anciens colons
L'Association des anciens colons des Grèves existe a été créé en 1924 par le père Ernest Savignac dans le but d'avoir des bras laïc dévoués et bénévoles. Les dirigeants de cette association ont organisé notamment le 9 août 1925 une excursion en automobile à la Colonie des Grèves de St-Roch-du-Richelieu. En 1927, M. Lionel Lanthier agissait comme président de cette association. Cette association a fait l'érection d'un monument aux Grèves le 25 juillet 1937. En 1941, cette association a organisé une excursion par train spécial en août à la colonie des Grèves. Cette association des Anciens aurait cessé ses activités après 1958, faute de relève.
Généralement, cette Association organisait:
- une excursion annuelle (par train spécial, bateau ou automobiles) en partance de Montréal vers la Colonie des vacances des Grèves destinée aux colons actuels et anciens;
- des événements philanthropiques (ex.: concert en 1928, pièces de théâtre) pour recueillir des sommes pour le développement de la Colonie.

## Toponymie
Les toponymes « colonie de vacances des Grèves  »et « parc régional des Grèves n'ont pas encore été officialisés à la Commission de toponymie du Québec. Le nom du camp est associé à la grève sur la rive sud-ouest du fleuve Saint-Laurent, à la hauteur du camp. Cette désignation toponymique a été attribuée par l’abbé Adélard Desrosiers, le fondateur du camp. Au début du XVIIe siècle, cette zone a été le site d’un affrontement entre Champlain (fondateur de Québec) et des Amérindiens. Depuis, cette zone, qui s’avère une ancienne sablière, est désignée « Cap de la Victoire » ou « Cap Massacre ».